# Nguyễn Phúc Hạo (con của Nguyễn Phúc Luân)
Nguyễn Phúc Hạo (chữ Hán: 阮福暭; ? – ?), tước phong Tương Dương Quận vương (襄陽郡王), là một hậu duệ của Chúa Nguyễn và là anh của vua Gia Long nhà Nguyễn trong lịch sử Việt Nam.

## Tiểu sử
Công tử Hạo là con trai trưởng của Khang Hoàng đế Nguyễn Phúc Luân, mẹ là Nguyễn Từ phi (chị của Hiếu Khang Hoàng hậu Nguyễn Thị Hoàn). Ông được phong chức Cai cơ rồi mất trong lúc giao chiến với quân Tây Sơn, không rõ năm nào.
Năm Gia Long thứ 4 (1805), vua truy tặng cho Công tử Hạo hàm Thái phó Quốc công, ban tên thụy là Trung Nghĩa (忠義), cho phụ thờ ở Thái miếu. Năm thứ 13 (1814), vua gia tặng cho ông làm Trang công (莊公), chuyển thờ ở đền Triển Thân.
Năm Minh Mạng thứ 12 (1831), vua tiếp tục gia tặng cho ông làm Tá vận tôn thần, Tôn nhân phủ Hữu tôn chính, đổi tên thụy là Cung Mục (恭穆), truy thăng làm Tương Dương Quận vương (襄陽郡王).
Năm Tự Đức thứ 3 (1850), bài vị của ông và An Biên Quận vương Nguyễn Phúc Mân được đưa về hợp thờ ở đền Thân Huân, cùng với các người em là Hải Đông Quận vương Nguyễn Phúc Đồng và Thông Hoá Quận vương Nguyễn Phúc Điển. Tương Dương Quận vương không có con thừa tự.